# Hendrik V van Luxemburg
Hendrik V (1221 - Mainz, 24 december 1281), bijgenaamd de Blonde, zoon van Walram III van Limburg en Ermesinde II van Luxemburg, was van 1247 tot 1281 graaf van Luxemburg. Hij was van 1256 tot 1263 tevens graaf van Namen. Hij huwde in 1240 met Margaretha, dochter van Hendrik II van Bar, en werd de vader van:
- Hendrik VI (1252-1288)
- Walram (-1288), stamvader van de tak Luxemburg-Ligny
- Filippa (1252-1311), in 1270 gehuwd met Jan II van Avesnes (1247-1304), graaf van Henegouwen en van Holland,
- Boudewijn (-1288)
- Margaretha
- Johanna (-1310), abdis van Clairefontaine
- Isabella (1247-1298), in 1264 gehuwd met graaf Gwijde van Dampierre van Vlaanderen (1225-1304).

Bij zijn huwelijk kreeg hij van zijn schoonvader, de heerlijkheid Ligny. 
In 1257 veroverde hij Namen op de afwezige Boudewijn II van Constantinopel. In 1263 stond  hij Namen af na verovering door Gwijde en  trouwde Gwijde met Hendriks dochter.
Ook vergezelde hij de Franse koning Lodewijk IX bij diens kruistocht in 1270. Na zijn dood werd Hendrik V opgevolgd door zijn zoon Hendrik VI.

## Voorouders
| Voorouders van Hendrik V van Luxemburg | Voorouders van Hendrik V van Luxemburg                                          | Voorouders van Hendrik V van Luxemburg                                          | Voorouders van Hendrik V van Luxemburg                                           | Voorouders van Hendrik V van Luxemburg                                           | Voorouders van Hendrik V van Luxemburg                                                 | Voorouders van Hendrik V van Luxemburg                                                 | Voorouders van Hendrik V van Luxemburg                                                 | Voorouders van Hendrik V van Luxemburg                                                 |
| -------------------------------------- | ------------------------------------------------------------------------------- | ------------------------------------------------------------------------------- | -------------------------------------------------------------------------------- | -------------------------------------------------------------------------------- | -------------------------------------------------------------------------------------- | -------------------------------------------------------------------------------------- | -------------------------------------------------------------------------------------- | -------------------------------------------------------------------------------------- |
| Overgrootouders                        | Ermesinde I van Namen (1080-1143) ∞ 1109 Godfried van Namen (1067-1139)         | Ermesinde I van Namen (1080-1143) ∞ 1109 Godfried van Namen (1067-1139)         | Hendrik I van Gelre (1117-1182) ∞ 1135 Agnes van Arnstein (ca. 1130 - voor 1179) | Hendrik I van Gelre (1117-1182) ∞ 1135 Agnes van Arnstein (ca. 1130 - voor 1179) | Hendrik II van Limburg (1110-1167) ∞1136 Mathilde van Saffenberg (ca. 1113 – 1145)     | Hendrik II van Limburg (1110-1167) ∞1136 Mathilde van Saffenberg (ca. 1113 – 1145)     | Simon I van Saarbrücken (1110-1176) ∞ Mathilde van Sponheim (–)                        | Simon I van Saarbrücken (1110-1176) ∞ Mathilde van Sponheim (–)                        |
| Grootouders                            | Hendrik I van Namen (1112-1196) ∞ 1168 Agnes van Gelre (-)                      | Hendrik I van Namen (1112-1196) ∞ 1168 Agnes van Gelre (-)                      | Hendrik I van Namen (1112-1196) ∞ 1168 Agnes van Gelre (-)                       | Hendrik I van Namen (1112-1196) ∞ 1168 Agnes van Gelre (-)                       | Hendrik III van Limburg (1131-1221) ∞1136 Sophie van Saarbrücken (ca. 1132 - na 1214)) | Hendrik III van Limburg (1131-1221) ∞1136 Sophie van Saarbrücken (ca. 1132 - na 1214)) | Hendrik III van Limburg (1131-1221) ∞1136 Sophie van Saarbrücken (ca. 1132 - na 1214)) | Hendrik III van Limburg (1131-1221) ∞1136 Sophie van Saarbrücken (ca. 1132 - na 1214)) |
| Ouders                                 | Ermesinde II van Namen (1186-1247) ∞ 1214 Walram III van Limburg (1180-1126)(-) | Ermesinde II van Namen (1186-1247) ∞ 1214 Walram III van Limburg (1180-1126)(-) | Ermesinde II van Namen (1186-1247) ∞ 1214 Walram III van Limburg (1180-1126)(-)  | Ermesinde II van Namen (1186-1247) ∞ 1214 Walram III van Limburg (1180-1126)(-)  | Ermesinde II van Namen (1186-1247) ∞ 1214 Walram III van Limburg (1180-1126)(-)        | Ermesinde II van Namen (1186-1247) ∞ 1214 Walram III van Limburg (1180-1126)(-)        | Ermesinde II van Namen (1186-1247) ∞ 1214 Walram III van Limburg (1180-1126)(-)        | Ermesinde II van Namen (1186-1247) ∞ 1214 Walram III van Limburg (1180-1126)(-)        |
| Hendrik V van Luxemburg (1216-1281)    |                                                                                 |                                                                                 |                                                                                  |                                                                                  |                                                                                        |                                                                                        |                                                                                        |                                                                                        |